# Dieter Thoma
Dieter Thoma (Hinterzarten, 19 de octubre de 1969) es un deportista alemán que compitió en salto en esquí. 
Participó en cuatro Juegos Olímpicos de Invierno, entre los años 1988 y 1998, obteniendo en total tres medallas, dos en Lillehammer 1994, oro en la prueba por equipos (junto con Hansjörg Jäkle, Christof Duffner y Jens Weißflog) y bronce en el trampolín normal individual, y plata en Nagano 1998, en la prueba por equipos (con Sven Hannawald, Martin Schmitt y Hansjörg Jäkle).
Ganó cinco medallas en el Campeonato Mundial de Esquí Nórdico entre los años 1991 y 1999.

## Palmarés internacional
| Juegos Olímpicos   | Juegos Olímpicos       | Juegos Olímpicos  | Juegos Olímpicos |
| Año                | Lugar                  | Medalla           | Prueba           |
| ------------------ | ---------------------- | ----------------- | ---------------- |
| 1994               | Lillehammer (Noruega)  | Medalla de oro    | TG por equipos   |
| 1994               | Lillehammer (Noruega)  | Medalla de bronce | TN individual    |
| 1998               | Nagano (Japón)         | Medalla de plata  | TG por equipos   |
| Campeonato Mundial |                        |                   |                  |
| Año                | Lugar                  | Medalla           | Prueba           |
| 1991               | Val di Fiemme (Italia) | Medalla de bronce | TG por equipos   |
| 1995               | Thunder Bay (Canadá)   | Medalla de plata  | TG por equipos   |
| 1997               | Trondheim (Noruega)    | Medalla de plata  | TG individual    |
| 1997               | Trondheim (Noruega)    | Medalla de bronce | TG por equipos   |
| 1999               | Ramsau (Austria)       | Medalla de oro    | TG por equipos   |